# BNP Paribas
BNP Paribas è un gruppo di credito operante nei servizi finanziari e una delle 6 banche più solide al mondo secondo la valutazione della società di rating Standard & Poor's. Il Gruppo è presente in Europa in quattro mercati domestici attraverso la banca retail: Belgio, Francia, Italia e Lussemburgo.
BNP Paribas detiene una presenza in 75 paesi e un organico di 192.092 collaboratori.
Detiene, inoltre, posizioni chiave in tre settori di attività: Retail banking, Corporate & Investment Banking, Investment Solutions.
Il Gruppo è quotato alla Borsa di Parigi (CAC 40); è negoziato a Milano nella sezione MTA International, Francoforte, Londra e New York; è inoltre presente nei principali indici borsistici internazionali.
BNP Paribas è stata costituita - come gruppo bancario - il 23 maggio 2000 dalla fusione della Banque Nationale de Paris (BNP) e Paribas. La storia di questo importante protagonista economico e finanziario in Europa risale a quasi due secoli fa.

## Storia

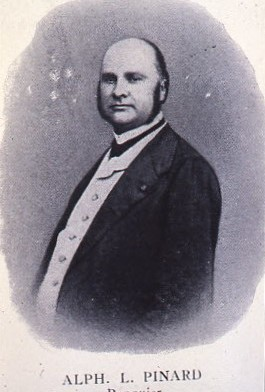
Alphonse Pinard

Erede, in Francia, del Comptoir National d'Escompte de Paris e del Comptoir d'Escompte de Mulhouse, creati nel 1848 per la parte BNP, e della Banque de Paris et des Netherlands (apparsa nel 1872) per la componente Paribas, le sue radici risalgono al 1822 con la Société Générale de Banque en Belgium, antenata della banca Fortis, acquisita nel 2009 dal gruppo.
Nel bel mezzo della crisi economica del 1847-1848, il governo provvisorio della Seconda Repubblica decise di istituire sportelli di sconto per porre fine al blocco bancario e alla recessione economica degli anni 1845-1848, al fine di rilanciare il commercio..La creazione dei Comptoirs d'Escompte inaugurò la rivoluzione bancaria degli anni '50 dell'Ottocento e la creazione delle grandi banche di deposito. Queste creazioni hanno avuto luogo in un contesto di rivoluzione industriale, crisi economica e rivoluzione bancaria.

### Le antenate

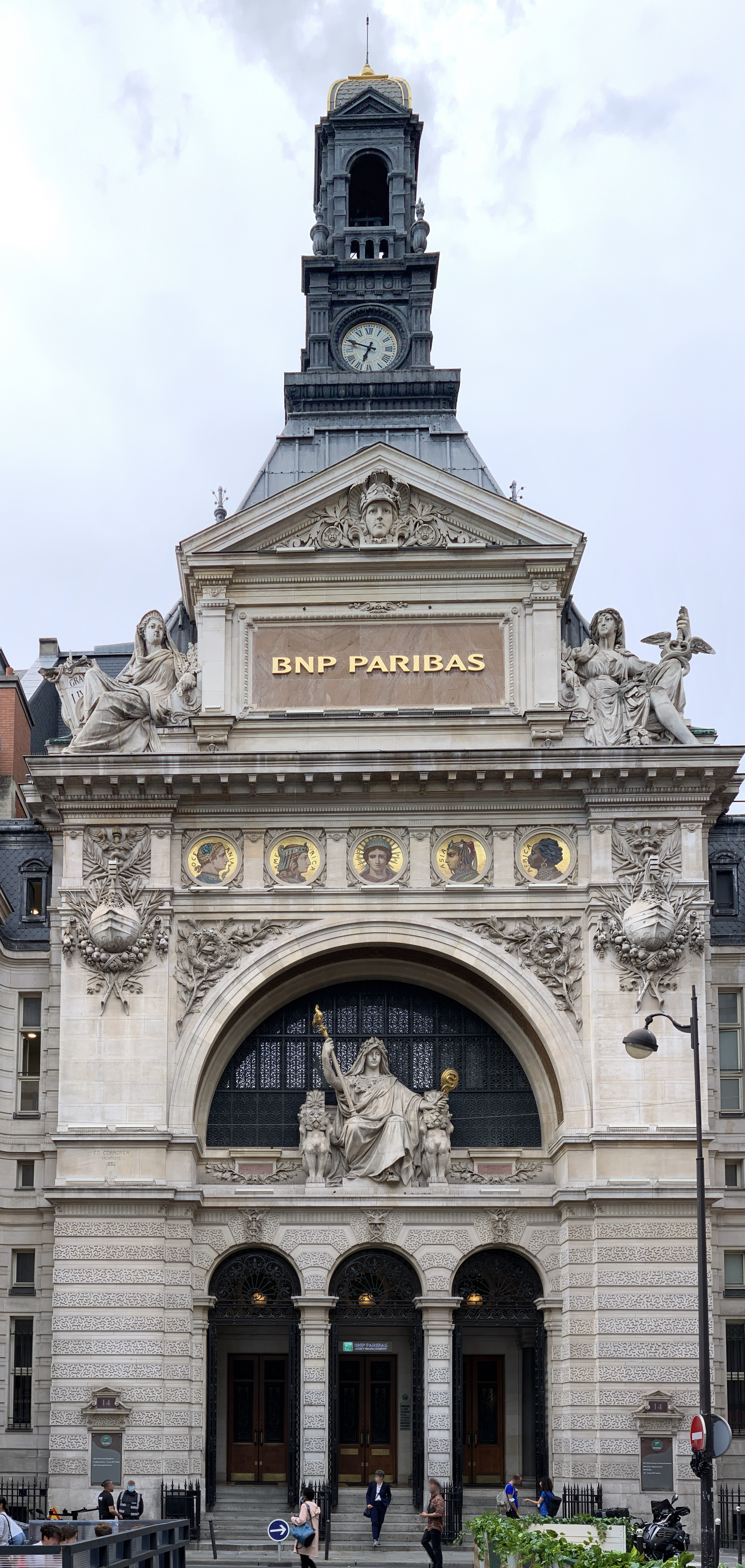
Un edificio del gruppo a Parigi, ex sede del Comptoir National d'Escompte de Paris, rue Bergère

BNP Paribas è nata  nel 2000 dalla fusione della Banque nationale de Paris (BNP) con la Banque de Paris et des Pays-Bas. A sua volta la Banque Nationale de Paris S.A. (BNP) era il risultato della fusione di due banche francesi, avvenuta nel 1966, la Banque nationale pour le commerce et l'industrie (BNCI) e il Comptoir national d'escompte de Paris (CNEP). Sull'altro versante la Banque de Paris et des Pays-Bas S.A. ("Banca di Parigi e dei Paesi Bassi"), abbreviata in Paribas, era nata nel 1882 dall'unione di due banche d'affari aventi sede rispettivamente a Parigi e a Amsterdam.

### Banque Nationale de Paris (BNP)
Il 4 maggio 1966, sotto la guida di Michel Debré, ministro delle finanze, la BNCI e il CNEP si fusero e diedero vita alla Banque Nationale de Paris (BNP). L'obiettivo era quello di creare una banca al servizio dell'economia nazionale, stimolando gli scambi commerciali con il Crédit Lyonnais e la Société Générale.
La fusione tra le due entità si è conclusa ufficialmente nel 1969. BNP, sulla scia di BNCI, ha istituito molto rapidamente una direzione generale altamente strutturata e centralizzata. Il potere fu condiviso tra Henry Bizot, presidente del CNEP, che fu nominato presidente della nuova istituzione, e Pierre Ledoux, direttore generale della BNCI, che divenne direttore generale della BNP. La nuova sede si trova negli edifici BNCI in Boulevard des Italiens.
Questa fusione consente la strutturazione di una rete relativamente complementare su scala nazionale e internazionale, con il CNEP ben radicato a Parigi, il BNCI nelle province e poche duplicazioni a livello internazionale. L'unificazione delle reti è stata completata alla fine del 1967 all'estero e alla fine del 1968 in Francia.
In un contesto di espansione del sistema bancario delle famiglie, la BNP si sviluppò tra il grande pubblico, che allora non disponeva di conti bancari. Fu anche il periodo in cui venne lanciata la famosa campagna pubblicitaria "I tuoi soldi mi interessano" (1973), che ruppe con i consueti codici di politica bancaria; nello stesso anno è stata siglata la partnership con il torneo Roland Garros.
La crescita della banca ha influenzato anche il suo sviluppo internazionale: Sud-Est asiatico con Hong Kong come hub, Canada con l'espansione della sua rete di filiali, Stati Uniti nel 1979 con l'acquisizione di Bank of the West negli Stati Uniti, alleanza con Dresdner Bank  nel 1990. Dopo la prima crisi petrolifera del 1973, la banca si è progressivamente insediata nei paesi del Golfo (1973-1979).
Allo stesso tempo, nel 1982, la banca era di proprietà dello Stato con l'83% del capitale. Fu privatizzata nel 1993 ed entrò in una nuova era, guidata da Michel Pébereau.

### Banque de Paris et des Netherlands
La seconda filiale francese del Gruppo, Paribas, un prodotto con una lunga storia, è molto complementare alle attività di BNP grazie alle sue attività storiche.
Come estensione del processo di concentrazione bancaria della metà del XIX secolo, che portò alla fondazione della Banque de Paris et des Netherlands nel 1872, l'antenata di Paribas, ci fu la fusione di due istituzioni: la Banque de Crédit et de Dépôt des Netherlands (1863) e la Banque de Paris (1869). Questo nuovo player finanziario diventerà il prototipo dell'investment banking francese..
Fino al 1914, la sua storia è stata dominata dalla partecipazione a operazioni finanziarie internazionali: il collocamento di titoli di Stato, la partecipazione allo sforzo bellico francese attraverso il suo dinamismo obbligazionario nel 1914-1918, l'investimento nello sviluppo dell'industria degli armamenti. Ma la banca è uscita dal conflitto molto indebolita e in un'Europa destabilizzata dalla guerra e afflitta dall'inflazione, ha riorientato la propria attività verso il finanziamento di iniziative in Europa centrale. Il ritorno alle operazioni finanziarie internazionali avvenne a partire dal 1928, ma a causa della crisi economica degli anni '30 e della seconda guerra mondiale, le posizioni della banca furono compromesse nell'Europa centrale (con la nazionalizzazione decisa dalle nuove autorità comuniste di tutti gli istituti bancari, nazionali o esteri) e traballanti nel resto del mondo.
Il suo status di banca d'investimento le ha permesso di evitare la nazionalizzazione prevista dalla legge n. 45-15 del 2 dicembre 1945, in quanto la banca ha orientato la sua attività verso le imprese e ha partecipato allo sviluppo e alla ristrutturazione del tessuto industriale francese (Bull, CSF, Thomson). Sotto l'impulso di Jean Reyre, direttore generale e poi presidente dal 1948 al 1969, la banca diventa internazionale e si sviluppa. Alla fine degli anni '60 prese il controllo del Crédit du Nord e della Banque de l'Union Parisienne.
La banca è stata nazionalizzata in considerazione delle disposizioni adottate dal governo Mauroy nel febbraio 1982. Prese poi il nome di Paribas. Fu poi nuovamente privatizzata all'inizio del 1987. Nel 1997 è stata oggetto di un'offerta pubblica di acquisto da parte della sua società madre, la Compagnie Financière de Paribas, e il 12 maggio 1998 ha partecipato alla creazione di Paribas fondendosi con la Compagnie Financière de Paribas, la Compagnie Bancaire e la Compagnie de Navigation Mixte.

## BNP Paribas in Italia

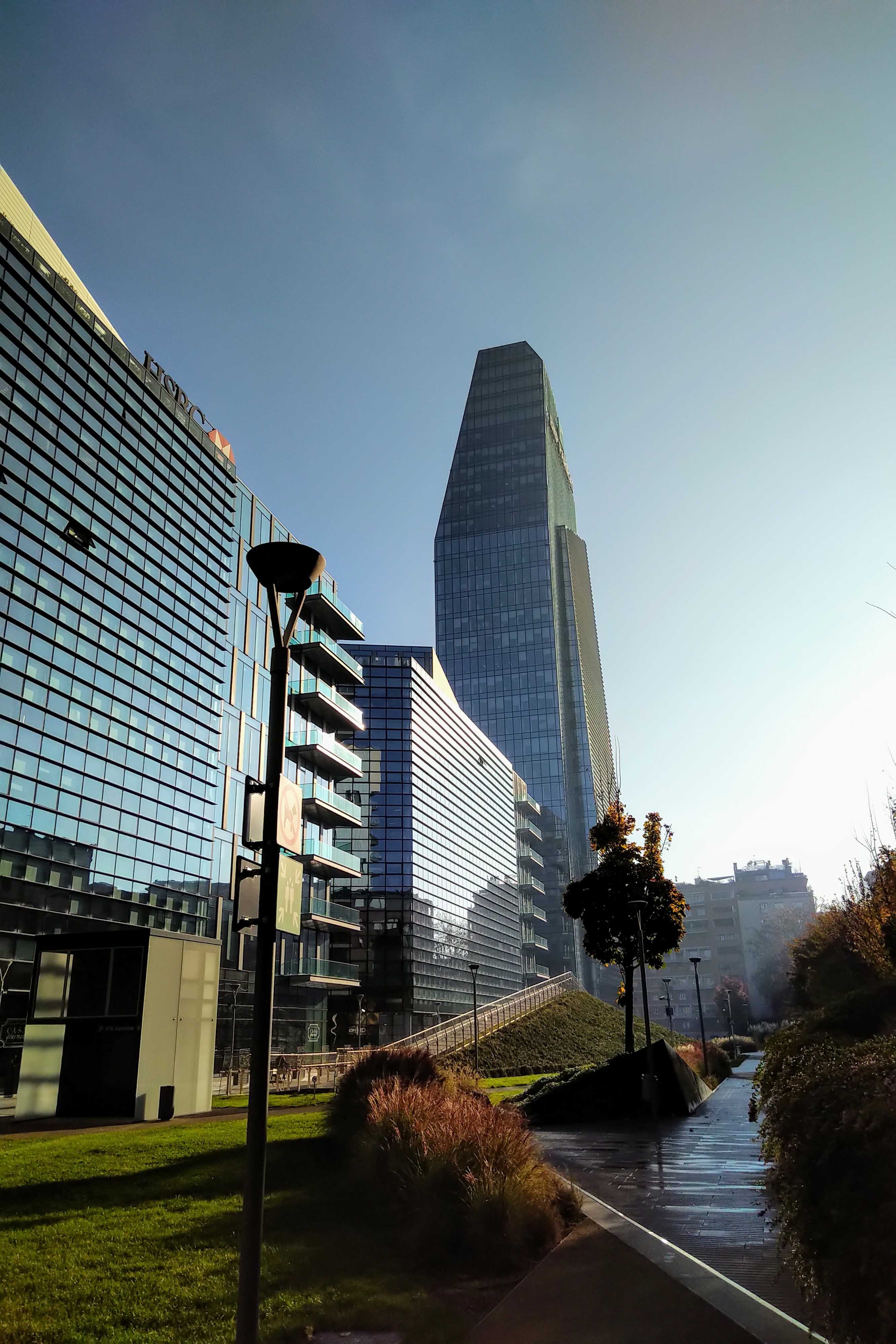
Sede italiana di BNP Paribas è la Torre Diamante, in quartiere Porta Nuova (Milano, 2020), sulla destra

BNP Paribas è attiva in Italia dal 1989 con Ucb Credicasa, specializzata nell'erogazione di mutui immobiliari e dal 1996 attiva anche come istituto di credito tradizionale, con il nuovo nome di Banca Ucb.
Nel 1995 sbarca con Arval che si affianca alla presenza di BNP Paribas Lease Group e Findomestic.
Il 3 febbraio 2006, BNP Paribas ha acquistato, a seguito della vicenda bancopoli, il 48% di BNL da Unipol ed i suoi associati. Successivamente ha lanciato un'OPA sul totale del capitale azionario della banca, e ad oggi ne controlla l'intero capitale.
Dal 2013 BNP Paribas è anche presente come banca online, in Italia, con il nome di HelloBank!. Il gruppo HelloBank! ha registrato a fine 2016, circa 2,5 Milioni di clienti nei 5 mercati in cui è presente (Italia, Francia, Germania, Belgio ed Austria).
La nuova sede della direzione generale di BNL - BNP Paribas è stata inaugurata a Roma nel luglio 2017. L'edificio, denominato "Orizzonte Europa", è stato progettato dallo studio di architettura Atelier(s) Alfonso Femia (in precedenza 5+1AA). 

## Dati finanziari
Nel 2022, i ricavi totali di 50,4 miliardi di euro rappresentano un aumento del 9% rispetto al 2021, BNP Paribas rimane in cima alla classifica delle banche francesi in termini di attività. Nel corso di quest'anno, l'utile netto attribuibile agli azionisti del Gruppo BNP Paribas è salito al 7,5% (a 10,2 miliardi di euro).
La ripartizione geografica del Net Banking Income (NBI) a fine 2020 è la seguente: Europa (72,2%), Nord America (12,9%), Asia Pacific (8,6%) e altri (6,3%).
| Anno              | 2013      | 2014      | 2015      | 2016      | 2017      | 2018      | 2019      | 2020      | 2021      | 2022      |
| ----------------- | --------- | --------- | --------- | --------- | --------- | --------- | --------- | --------- | --------- | --------- |
| Fatturato (Mln)   | 38.822    | 39.168    | 42.938    | 43.411    | 43.161    | 42.516    | 44.597    | 44.275    | 46.235    | 50.419    |
| Utile Netto (Mln) | 5.439     | 0.507     | 7.044     | 8.115     | 8.207     | 7.526     | 8.173     | 7.067     | 9.488     | 10.196    |
| Asset             | 1.800,139 | 2.077,759 | 1.994,193 | 2.076,959 | 1.960,252 | 2.040,836 | 2.164,713 | 2.488,491 | 2.634,444 | 2.666,376 |
| Dipendenti        | 184.545   | 187.903   | 189.077   | 192.418   | 196.128   | 202.624   | 198.816   | 193.319   | 189.765   | 190.000   |

## Azionisti
Nell'aprile del 2009 lo stato francese è diventato il maggiore azionista con il 17% del capitale azionario.

## Altre società del gruppo
- Arval
- Banque de Bretagne
- Cortal Consors
- BNP Paribas Lease Group
- BancWest (Bank of the West & First Hawaiian Bank)
- BNP Paribas Hong Kong
- BNP Paribas Real Estate
- BNP Paribas Arbitrage
- FundQuest
- BMCI (Banque Marocaine pour le Commerce et l'Industrie)
- L'Atelier
- Cardif Assicurazioni
- Cargeas Assicurazioni
- Findomestic Banca
- HelloBank! (Banca Online)
- BNP Paribas Securities Services